# ماركيشيو
ماركيشيو (بالإنجليزية: Mercutio)‏ هو شخصية خيالية في رواية الكاتب ويليام شكسبير، روميو وجولييت لسنة 1597. وقد كان صديق مقرب لروميو كما انه كان أحد أقرباء الأمير إسكالوس والكونت باريس. وعلى الرغم ان ماركيشيو لم يكن ينتمي لحزب كابوليت أو مونتاج، الا انه كان من الشخصيات التي لها القدرة على الاختلاط مع من ينتمون لكلا الحزبين في الرواية. وتنص الدعوة إلى حزب كابوليت إلى أن لديه أخ يدعى فلانتين.
وعلى الرغم من أنه كان محبا وذكيا، إلا أن الاخير ظهر بشكل أكبر في خطابه للملكة ماب في أول عرض للمسرحية. ماركيشيو لديه حس فكاهي يمكن أن يكون في بعض الأحيان طريف وفظ في أحيان أخرى، مما يزعج أصدقائه. علاوة على ذلك فهو متقلب المزاج.

## دوره في المسرحية
كان ماركيشيو أحد أصدقاء روميو المقربين، وكان يتوسل إلى روميو ان ينسى حبه لفتاة تدعى روزالين ويأتي معه إلى حفلة تنكرية في قصر اللورد كابوليت، من خلال استخدامه لخطاب الملكة ماب. وهناك، احيا ميركوتيو وأصدقاءه الحفل، في حين كان روميو منشغل بجولييت، ابنة كابوليت، حيث وقع في حبها، في الوقت الذي انهى فيه علاقته مع روزالين. عندما رأى ماركيشيو صديقه روميو في اليوم التالي، سعد أنه رجع إلى طباعه القديمة مرة أخرى، وظلا يرددان النكات البذيئة على ممرضة جولييت.
بعد أن تلقى روميو تهديدًا بالقتل من تيبالت ابن عم جوليت، توقع ماركيشيو أن يخوض روميو مبارزة مع تيبالت. ومع ذلك، رفض روميو مبارزة تيبالت، لأن روميو الآن يعتبر تيبالت أحد أقرباءه وذلك بسبب زواج روميو السري من جوليت. سخط ماركيشيو على رد فعل روميو المشين والسلبي، فقرر أن يواجه ويقاوم تيبالت بنفسه. حاول روميو ان يتدخل في الامر حتى لا يتأذى أو يصاب أي منهما. ولكن محاولته بائت بالفشل حيث اُصيب ماركيشيو ووقع في ذراع روميو ومات. قبل موته، لعن ماركيشيو كلاً ممن يتنمون لحزبي كابوليت ومونتاج، وهو يبكي. كما قال قبل موته: «اسألن عني غداً، وستجدني في القبور». مما دفع روميو المنكوب من الحزن والغضب إلى ان يقتل تيبالت، مما أدى إلى نفيه من فيرونا وبدء التحول المأساوي للأحداث التي تشكل بقية المسرحية.

## أصل الاسم
كان اسم ماركيشيو موجودًا في مصادر شكسبير لرواية روميو وجولييت، على الرغم من أن شخصيته لم تكن متطورة بشكل جيد، وقد تم تقديمه كمنافس رومانسي لجولييت. وقد تم استخدام الاسم لأول مرة في فيلم «جولييتا أي روميو» في لويجي دا بورتو عام 1530. عرض دا بورتو لفترة وجيزة شخصية تدعى ماركيشيو جويرتشيو، وهو شاب نبيل «بأيد باردة للغاية، في يوليو وكذلك في يناير»، مما جعل جوليت تقدر الأيدي الدافئة لروميو.

## موت ماركيشيو
وصفت الإصدارات السابقة من القصة سلسلة مختلفة من الأحداث تصف وفاة تيبالت وتهمل ماركيشيو تماما. ارثر بروك صاحب نسخة التاريخ المأساوي لروما وجولييت ووليام فينتر صاحب نسخة 1567, كلاً من هذه الإصدارات حصرت الموقف بين روميو وتيبالت فقط. ففي كلا الاصدارين، يهاجم تيبالت روميو بقوة مما يدفع روميو إلى التقاط السيف للدفاع عن نفسه. ثم يتم استبعاده بعد ذلك بدلاً من إعدامه لأنه تم استفزازه للقتال. في عام 1672، قال الشاعر الإنجليزي جون درايدن «شكسبير أظهر أفضل ما عنده في شخصية ماركيشيو، وقال، أنه أجبر على قتله في الفصل الثالث من القصة».
إضافة ماركيشيو إلى الاحداث زاد من توترها، مع العلم انه تم النظر إلى تيبالت على أنه شخصية أكثر طمأنينة من الإصدارات السابقة للقصة، حيث سخط ماركيشيو من حقيقة أن تيبالت يواصل البحث عن مشاجرة مع روميو، حين يحاول روميو تهدئة الوضع بينهما. يقذف ماركيشيو تيبالت بالشتائم والتهكم، ويشهر السيف أولا، كرد فعل لإهانات تيبالت الموجهة لروميو.
موت ماركيشيو في الفصل الثالث، المشهد الأول هو النقطة المحورية في المسرحية. وقد كان موت ماركيشيو مفاجئ وجعل من الموت حقيقة مظلمة لعدة شخصيات، مما يشير للمصير المأساوي الذي يؤدي في نهاية المطاف إلى ذروة مأساوية.